# Raffaele Pinto
Raffaele Pinto, detto Lele (Casnate con Bernate, 13 aprile 1945 – Cecina, 8 dicembre 2020), è stato un pilota di rally italiano, vincitore in carriera di una gara del Campionato del mondo rally, il Rally del Portogallo nel 1974.

## Biografia

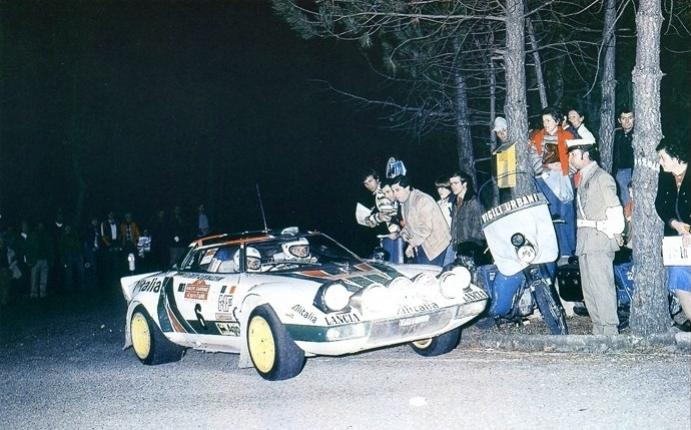
Pinto e il navigatore Arnaldo Bernacchini su Stratos HF Alitalia nell'edizione 1976 del Rally di Sanremo, conclusa al 3º posto.

Pinto è stato uno dei primi piloti italiani professionisti tra gli anni 60 e 70 del XX secolo.
Divenne pilota seguendo il fratello maggiore Enrico, questi campione italiano di velocità in circuito nel 1966 su Fiat Abarth 595.
Correndo con Fiat e Lancia, divenne uno dei portacolori del rallismo italiano. Pinto, si è cimentato con successo anche in qualche cronoscalata, la sua partecipazione nel 1970, alla Iglesias-Sant'Angelo, con conseguente vittoria nell'assoluto è ancor oggi nell'albo della corsa sarda, conseguita a bordo di un prototipo Lancia FM Special, su base Lancia Fulvia.
La sua migliore stagione resta il 1972 con la Fiat 124 Sport Spider quando vinse il Campionato europeo rally e la Mitropa rally Cup (un campionato tra Austria, Germania e Italia), trionfando in ben sei rally: Costa Brava, Hessen, Semperit, Polonia, Jugoslavia e Mille Minuti.
Nel 1974, sempre a bordo della Fiat 124 Abarth, vince il rally del Portogallo, valido per il Campionato del mondo rally.
In seguito torna alla Lancia, e a bordo della Stratos arriva 3º nel rally di Portogallo e nel rally di Sanremo 1976, e ottiene il 2º posto nel Tour de Corse 1977.
Ha poi ricoperto per molti anni il ruolo di collaudatore nel Gruppo Fiat-Lancia.

## Palmarès

### Campionato del mondo rally
Podi
| # | Stagione | Gara                 | Co-pilota           | Vettura               | Pos. |
| - | -------- | -------------------- | ------------------- | --------------------- | ---- |
| 1 | 1974     | Rally del Portogallo | Arnaldo Bernacchini | Fiat 124 Abarth Rally | 1º   |
| 2 | 1976     | Rally di Sanremo     | Arnaldo Bernacchini | Lancia Stratos        | 3º   |
| 2 | 1976     | Rally del Portogallo | Arnaldo Bernacchini | Lancia Stratos        | 3º   |
| 3 | 1977     | Tour de Corse        | Arnaldo Bernacchini | Lancia Stratos        | 2º   |

### Altri risultati
1972

Da destra: Pinto premiato dal presidente di Fiat Auto, Gianni Agnelli, al termine della stagione 1977.

- nel Campionato europeo rally su Fiat 124 Abarth Rally

## Risultati nel mondiale rally

### ICM
- 1972 - Fiat 124 Spider, Fiat 125 S - 8° al Rally di Monte Carlo, ritirato al Safari Rally, ritirato al Rally di Gran Bretagna

### WRC
| 1973 | Scuderia | Vettura                |   |  |     |  |  |  |  |  |     |     |  |  |  |  |  |  | Punti | Pos. |
| ---- | -------- | ---------------------- | - |  | --- |  |  |  |  |  | --- | --- |  |  |  |  |  |  | ----- | ---- |
| 1973 | Fiat     | Fiat 124 Abarth Rallye | 7 |  | Rit |  |  |  |  |  | Rit | Rit |  |  |  |  |  |  |       |      |

| 1974 | Scuderia        | Vettura                |   |  |  |     |  |  |  |     |  |  |  |  |  |  |  |  | Punti | Pos. |
| ---- | --------------- | ---------------------- | - |  |  | --- |  |  |  | --- |  |  |  |  |  |  |  |  | ----- | ---- |
| 1974 | Fiat Rally Fiat | Fiat 124 Abarth Rallye | 1 |  |  | Rit |  |  |  | Rit |  |  |  |  |  |  |  |  |       |      |

| 1975 | Scuderia | Vettura |  |  |  |  |  |  |  |     |     |  |  |  |  |  |  |  | Punti | Pos. |
| ---- | -------- | ------- |  |  |  |  |  |  |  | --- | --- |  |  |  |  |  |  |  | ----- | ---- |
| 1975 |          |         |  |  |  |  |  |  |  | Rit | Rit |  |  |  |  |  |  |  |       |      |

| 1976 | Scuderia               | Vettura           |     |  |   |  |     |  |  |   |  |  |  |  |  |  |  |  | Punti | Pos. |
| ---- | ---------------------- | ----------------- | --- |  | - |  | --- |  |  | - |  |  |  |  |  |  |  |  | ----- | ---- |
| 1976 | Lancia Alitalia Lancia | Lancia Stratos HF | Rit |  | 4 |  | Rit |  |  | 3 |  |  |  |  |  |  |  |  |       |      |

| 1977 | Scuderia               | Vettura           |     |  |  |  |  |  |  |  |     |   |  |  |  |  |  |  | Punti | Pos. |
| ---- | ---------------------- | ----------------- | --- |  |  |  |  |  |  |  | --- | - |  |  |  |  |  |  | ----- | ---- |
| 1977 | Lancia Alitalia Lancia | Lancia Stratos HF | Rit |  |  |  |  |  |  |  | Rit | 2 |  |  |  |  |  |  |       |      |

| 1978 | Scuderia     | Vettura         |  |  |  |  |  |  |  |     |  |  |  |  |  |  |  |  | Punti | Pos. |
| ---- | ------------ | --------------- |  |  |  |  |  |  |  | --- |  |  |  |  |  |  |  |  | ----- | ---- |
| 1978 | Padova Corse | Ferrari 308 GTB |  |  |  |  |  |  |  | Rit |  |  |  |  |  |  |  |  |       |      |

| Legenda | 1º posto | 2º posto | 3º posto | A punti | Senza punti | Ritirato | Squalificato | NP=Non partito C=Gara cancellata | Apice=Power stage |